# Sơn dương Pyrene
Sơn dương Pyrene hay còn gọi là dê hươu Pyrene (Danh pháp khoa học: Rupicapra pyrenaica pyrenaica, viết tắt là R.pa.pyrenaica) là một trong ba phân loài của loài Sơn dương Chamois vùng Pyrénées (Rupicapra pyrenaica) thuộc họ sơn dương gồm: sơn dương Cantabria (Rupicapra pyrenaica parva), sơn dương Apennine (Rupicapra pyrenaica ornata) và phân loài sơn dương này. Chúng chỉ phân bố giới hạn trong dãy Pyrénées.

## Đặc điểm
Bàn chân của dê hươu Pyrene có cấu tạo thích nghi hoàn toàn với địa hình gồ ghề, dốc của vùng cao. Móng guốc của chúng được cấu tạo từ hai móng sắc, nhọn, to lớn, được nối kết nhau bằng lớp da màng dày. Chính móng guốc này đã giúp dê hươu di chuyển dễ hơn dưới lớp tuyết. Đây cũng là công cụ leo trèo cần thiết và rất hiệu quả cho loài vật trải qua hầu hết thời gian trên vùng cao.
Nhìn vào cặp sừng của loài dê hươu Pyrene, có thể biết chúng đang phát triển ở giai đoạn nào. Lúc mới xuất hiện, cặp sừng chỉ dài từ 3 – 5 cm, sau đó, chúng dần dần chuyển sang màu đen, bóng sáng, sắc nhọn. Cặp sừng này phần lớn phát triển trong 3 năm đầu đời của dê hươu. Con đực có cặp sừng dày, cong hơn con cái. Khi cặp sừng phát triển thì những gợn sóng trên bề mặt sừng cũng hiện ra rất rõ. Vì thế, người ta có thể biết được độ tuổi của dê hươu qua việc đếm các gợn sóng này.
Giống như hầu hết các loài hữu nhũ to lớn hơn sinh sống trên dãy núi này, loài dê hươu phải chống chọi với tình trạng thiếu oxy. Để đảm bảo các cơ luôn nhận được nguồn oxy cần thiết, chúng phải có quả tim to lớn để bơm máu đặc, vốn chứa tế bào hồng cầu gấp 2–3 lần trong dòng máu của con người. Phổi của chúng cũng phát triển tốt hơn.

## Tập tính
Dê hươu Pyrene là loài vật sống theo bầy đàn. Trật tự xã hội của chúng dựa trên hệ thống cấp bậc và được thiết lập một cách tự nhiên giữa các thành viên của nhóm. Những con đực được 1–2 năm tuổi sẽ bị mẹ xua đuổi khỏi bầy đàn trước khi chúng có khả năng sinh sản. Tuy nhiên, chúng sẽ được chào đón trên vùng đất chỉ toàn con đực. Dê hươu đực luôn sống tách biệt với dê hươu cái và chúng thường hình thành nên một nhóm không quá đông. Trong công viên quốc gia Pyrenees, không gian dành cho chúng được phân chia rõ ràng với một bên núi chỉ toàn con đực và bên còn lại là những con cái.
Những dê hươu cái và con luôn được ưu tiên chọn các địa điểm gặm cỏ tốt nhất bởi con cái phải nuôi con và đây là điều kiện quan trọng để giúp chủng loài tồn tại. Dê hươu mẹ thường cho con bú trong khoảng 6 tháng với dòng sữa đặc giàu dinh dưỡng để thúc đẩy sự tăng trưởng của con. Nhờ vậy, dê hươu con có thể tăng lên 100g mỗi ngày. Dê hươu con dễ dàng chạy theo mẹ bởi bản chất tự nhiên của chúng giỏi leo trèo trên các sườn dốc thẳng đứng. Những dê hươu con thường đi theo mẹ khắp mọi nơi trong hơn 5 tháng đầu đời.